# Týn nad Vltavou
Týn nad Vltavou é uma cidade checa localizada na região da Boêmia do Sul, distrito de České Budějovice.